# Okayama
Okayama (japanska: 岡山市?, Okayama-shi) är residensstad i Okayama prefektur i regionen Chugoku på sydvästligaste Honshu i Japan. Staden är belägen på sydkusten och vetter mot ön Shikoku. Den hade omkring 720 000 invånare i oktober 2015. Genom staden flyter floderna Asahi och Yoshii. Okayama är ett betydande handels- och industricentrum. I staden tillverkas bland annat maskiner, textilier, kemiska produkter och kautschuk. Staden grundades 1 juni 1889 och utvecklades i slutet av 1800-talet till ett industriellt centrum. Stadens universitet grundades 1949.

## Administrativ indelning
Okayama är sedan 2009 en av landets tjugo signifikanta städer med speciell status (seirei shitei toshi). 
och delas som sådan in i ku, administrativa stadsdelar. Okayama består av fyra sådana stadsdelar.
|            |      | Invånare 1 oktober 2015 | Area (km²) |
| ---------- | ---- | ----------------------- | ---------- |
| Higashi-ku | 東区 | 95 604                  | 160,53     |
| Kita-ku    | 北区 | 309 496                 | 450,70     |
| Minami-ku  | 南区 | 168 219                 | 127,48     |
| Naka-ku    | 中区 | 146 265                 | 51,25      |

## Kommunikationer
Sanyo Shinkansen från Shin-Osaka öppnades först till Okayama i mars 1972. Hela linjen till Hakata i Fukuoka öppnades i mars 1975. Okayama station är en av de stora stationer där alla avgångar på Sanyo Shinkansen gör uppehåll.

## Sport
Fagiano Okayama spelar i J. League i fotboll.